# Hierro (sèrie de televisió)
Hierro és una sèrie hispano-francesa de thriller i drama, creada per Pepe Coira i Alfonso Blanco, i protagonitzada per Candela Peña i Darío Grandinetti. Originalment el projecte, anunciat en 2016, estava sent produït per Portocabo (una filial de Boomerang TV) per a la cadena laSexta d'Atresmedia, però va ser cancel·lat durant el procés de guió degut a la consolidació d'altres apostes de la cadena principal del grup, Antena 3, per la mateixa mena de sèries, com Vis a vis o Mar de plástico. Tanmateix, el 2018 sota demanda Movistar+ i la cadena germano-francesa Arte van rescatar la sèrie, arrencant el seu rodatge a l'illa d'El Hierro al maig d'aquest mateix any i amb la productora francesa Atlantique Productions sumant-se a Portocabo. Va ser preestrenada en el festival Sèries Mania en Lilla, França el 26 de març de 2019 i es va estrenar a Espanya el 7 de juny de 2019 a través de Movistar+.
El 3 de setembre de 2019, la sèrie va ser renovada per a una segona temporada.

## Trama
Candela (Candela Peña) és una jutgessa que ha estat destinada a El Hierro, aparentment pel seu comportament poc ortodox, havent d'adaptar-se a una nova manera de vida mentre s'enfronta amb un cas: un jove habitant de l'illa, Fran (Álex Zacharias) ha estat assassinat la vespra de les seves noces i el primer sospitós és Antonio Díaz (Darío Grandinetti) fosc empresari i pare de la promesa del mort.

## Repartiment

### Primera temporada
El repartiment de la primera temporada és el següent:

#### Repartiment principal
- Candela Peña – Jutgessa Candela Montes
- Darío Grandinetti – Antonio Díaz Martínez
- Juan Carlos Vellido – Sergent Alejandro Morata

#### Repartiment secundari
- Saulo Trujillo – Daniel
- Mònica López – Reyes
- Kimberley Tell – Pilar Díaz
- Tania Santana – Idaira
- Marga Arnau – Ángela
- Yaiza Guimaré – Elvira
- Maykol Hernández – Braulio
- Cristóbal Pinto – Tomás
- Isaac B. Dos Santos – Yeray
- Norberto Trujillo Bolaños – Cabrera
- Ángel Casanova – Nicolás «Nico»
- Mari Carmen Sánchez – Asunción
- Luifer Rodríguez – Bernardo, advocat d'Antonio
- Antonia San Juan – Begoña Corcuera «Samir»

## Episodis
| N.º (serie) | N.º (temp.) | Títol        | Direcció    | Guió                                                                                        | Data d'emissió    |
| ----------- | ----------- | ------------ | ----------- | ------------------------------------------------------------------------------------------- | ----------------- |
| 1           | 1           | «Episodio 1» | Jorge Coira | Argument: Pepe Coira, Fran Araújo, Araceli Gonda i Cruz Coral Guió: Pepe Coira              | 7 de juny de 2019 |
| 2           | 2           | «Episodio 2» | Jorge Coira | Argument: Pepe Coira, Fran Araújo, Araceli Gonda i Cruz Coral Guió: Pepe Coira y Cruz Coral | 7 de juny de 2019 |
| 3           | 3           | «Episodio 3» | Jorge Coira | Argument: Pepe Coira, Fran Araújo, Araceli Gonda y Cruz Coral Guió: Araceli Gonda           | 7 de juny de 2019 |
| 4           | 4           | «Episodio 4» | Jorge Coira | Argument: Pepe Coira, Fran Araújo, Araceli Gonda y Cruz Coral Guió: Fran Araújo             | 7 de juny de 2019 |
| 5           | 5           | «Episodio 5» | Jorge Coira | Argument: Pepe Coira y Fran Araújo Guió: Araceli Gonda                                      | 7 de juny de 2019 |
| 6           | 6           | «Episodio 6» | Jorge Coira | Argument: Pepe Coira y Fran Araújo Guió: Pepe Coira y Carlos Portela                        | 7 de juny de 2019 |
| 7           | 7           | «Episodio 7» | Jorge Coira | Argument: Pepe Coira y Fran Araújo Guió: Pepe Coira                                         | 7 de juny de 2019 |
| 8           | 8           | «Episodio 8» | Jorge Coira | Argument: Pepe Coira y Fran Araújo Guió: Pepe Coira                                         | 7 de juny de 2019 |